# Lichwin (województwo wielkopolskie)
Lichwin – osada leśna w Polsce, położona w województwie wielkopolskim, w powiecie międzychodzkim, w gminie Sieraków.
Miejscowość leży na północnym brzegu jeziora Lichwińskiego, w Puszczy Noteckiej. 
Do 2024 r. miejscowość była częścią wsi Bucharzewo. W latach 1975–1998 Lichwin administracyjnie należał do województwa poznańskiego.